# ORLOBUS

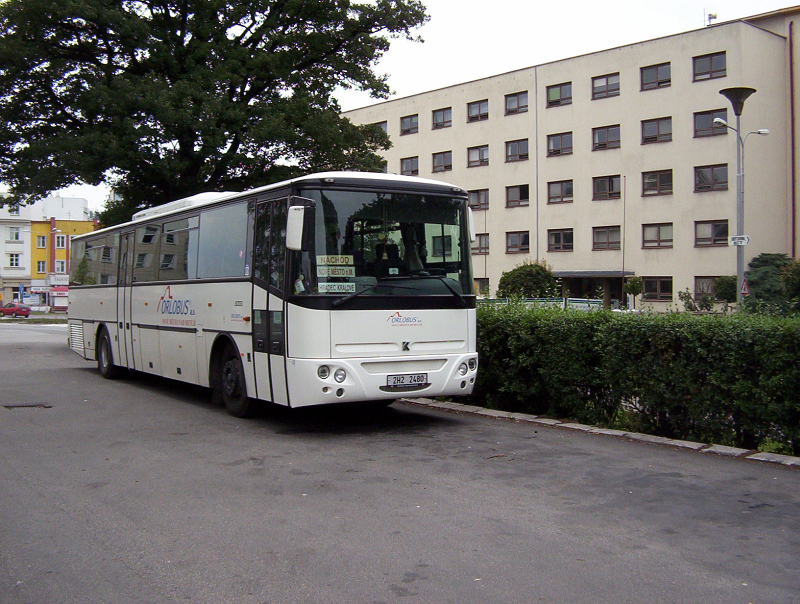
Autobus Karosa C 956 (Axer) dopravce ORLOBUS

ORLOBUS, a.s. byl východočeský autobusový dopravce působící v regionu od Orlických hor a jejich podhůří až po krajské město Hradec Králové. 
Společnost byla zapsána do Obchodního rejstříku dnem 19. září 2000 a svoji činnost fakticky zahájila 28. ledna 2001. Správa společnosti sídlila v Novém Městě nad Metují v Náchodské ulici č.485 v areálu bývalé novoměstské provozovny ČSAD. Kromě své "mateřské" provozovny, která je na stejné adrese, jako správa společnosti, má zřízenu ještě druhou provozovnu v Jaroměři se sídlem Korunní hradby 3. I v tomto případě se jedná o bývalý areál ČSAD. Společnost byla založena a vedena bývalými zaměstnanci ČSAD Ústí nad Orlicí.
Některé dálkové linky vedly až do hlavního města Prahy, jedna linka spojovala Prahu s Jeseníkem. Dále provozovala vnitrostání i mezinárodní zájezdovou dopravu. Firma byla začleněna v integrovaném dopravním systému IREDO a jedna linka (640039) také v integrovaném dopravním systému VYDIS. Společnost svoji činnost spustila v roce 2001, k 1. červenci 2012 zanikla sloučením s Veolia Transport Východní Čechy a.s.
Společnost čítala 110 zaměstnanců, z nichž bylo 85 řidičů, a k zajištění dopravy sloužilo 55 autobusů.
K 1. září 2011 se Veolia Transport Východní Čechy a. s. stala jediným akcionářem společnosti ORLOBUS a. s. Orlobus měla zatím nadále provozovat dopravu pod svým původním jménem a v dosavadním rozsahu. Kromě regionální dopravy provozovala i 4 dálkové linky z různých míst regionu Orlických hor do Prahy a měla 51 autobusů a 104 zaměstnanců, z toho 70 řidičů. K 1. červenci 2012 byla společnost ORLOBUS a.s. zrušena sloučením s mateřskou společností. K červnu 2013 byla ještě pod firmou Orlobus a.s. vedena v celostátním informačním systému o jízdních řádech mezinárodní linka 000261 Praha–Hradec Králové–Náchod–Kudowa Zdrój–Klodzko, provozovaná společně s PKS Klodzko.

## Cyklobusy

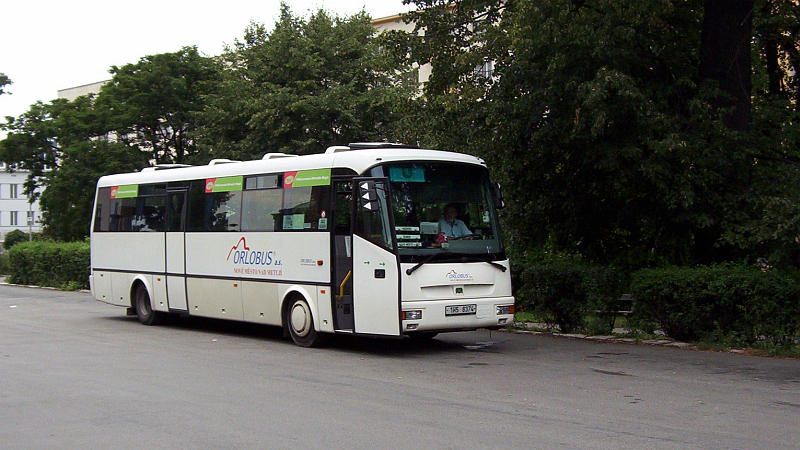
Autobus SOR C 10,5 dopravce ORLOBUS

V letních měsících (zpravidla od května do září) byly provozovány tzv. cyklobusy, což jsou zvláštní spoje, na nichž jsou nasazeny autobusy s přívěsem pro jízdní kola. Tyto spoje jezdily mezi významnými turistickými centry, jako například Novým Městem nad Metují a Orlickými horami.

## Vozový park
Vozový park se skládal z mnoha druhů vozidel. Jedná se o vozidla Karosa C 734 (většina po generální opravě), C 934, C 954 E, C 955, C 956 (Axer), Irisbus Crossway 12.8M, SOR C 10,5 a SOR LC 10,5.
Do vozového parku patřily ještě přívěsy na jízdní kola. Většina vozidel byla garážována v Novém Městě nad Metují, menší část v provozovně Jaroměř.

## Další informace
Všechna vozidla byla vybavena odbavovacím zařízením Mikroelektronika. Autobusy Crossway bývají nasazovány především na dálkové spoje, avšak v brzkých ranních hodinách zajíždí i do vesnic, kam jinak jezdí pouze Karosy C 734. Autobusů Crossway je celkem pět, čtyři z nich jsou vybaveny klimatizací.

## Krize v roce 2009
Dne 17. července 2009 vytvořili čtyři dopravci (OSNADO spol. s r. o., ČSAD Semily a. s., Veolia Transport Východní Čechy a. s., Orlobus a. s.) „Sdružení dopravců Královéhradeckého kraje“, jehož deklarovaným cílem bylo bránit se způsobu, jakým kraj a organizace OREDO chtěly od 1. září 2009 rozšiřovat integrovaný systém IREDO a optimalizovat autobusovou dopravu v kraji. Poté, co kraj optimalizaci a integraci odložil na termín 13. prosince 2009 a předtím ještě snížil svou objednávku výkonů od společnosti OSNADO asi o 20 % a výkony na těchto linkách si objednal u tří jiných dopravců, nečlenů Sdružení, bylo 1. září 2009 bylo oznámeno, že ČSAD Semily a. s. vystoupila ze Sdružení dopravců Královéhradeckého kraje a rozhodla se dále jednat samostatně; 3. září 2009 pak oznámily vystoupení ze sdružení a jeho zánik i zbylí tři členové.